# Montañas Rangrim

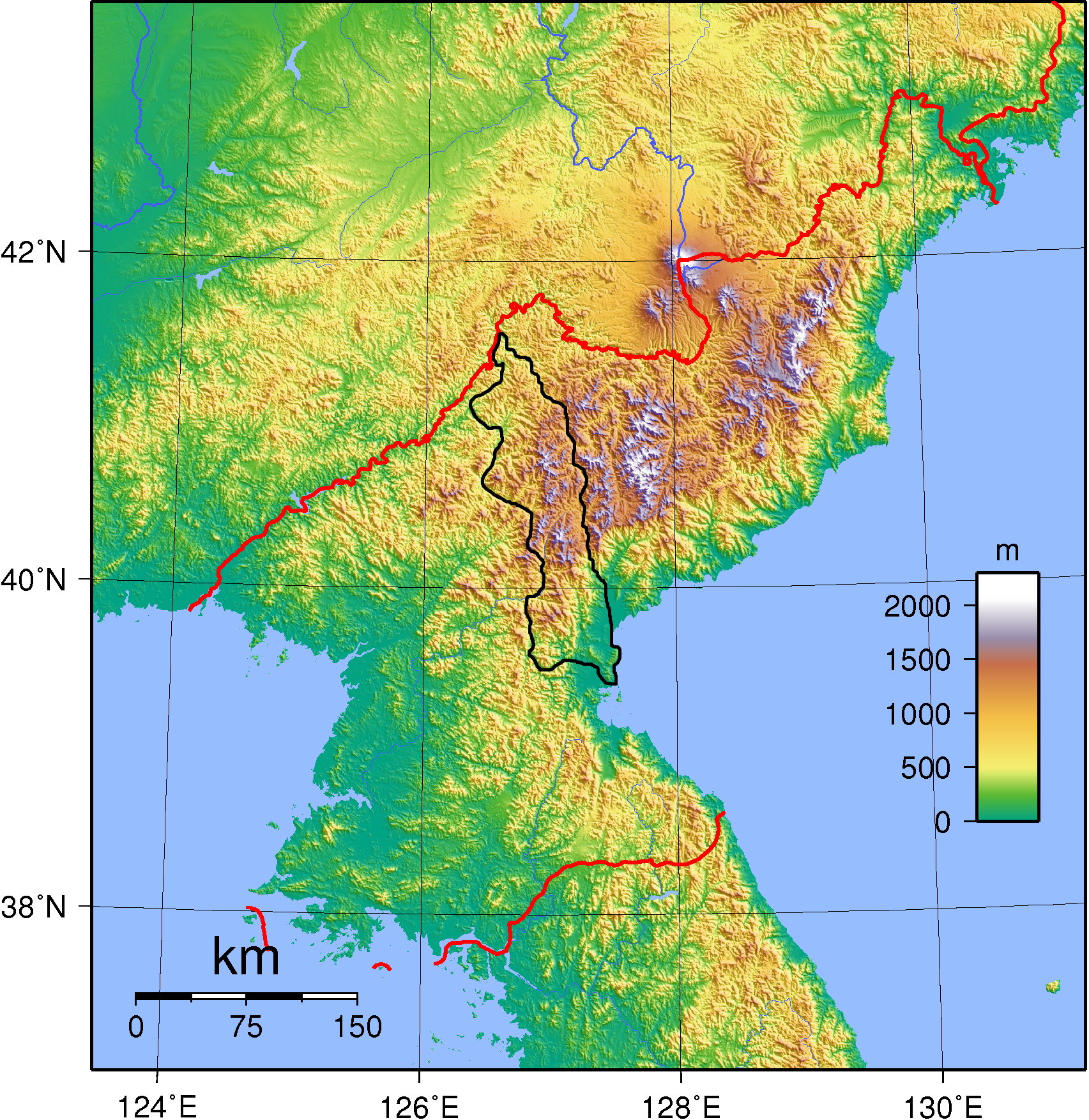
Localización de las montañas Rangrim.

Las montañas Rangrim o Nangnim (en coreano Chosŏn'gŭl: 랑림산맥; en coreano Hangul: 낭림산맥) son una cadena montañosa con forma norte-sur, situada al oeste de la región de la meseta de Kaema en el centro de Corea del Norte. Es la fuente de la mayoría de los ríos del país, como el río Taedong o el Ch'ŏngch'ŏn. Su punto más alto es Wagalbong con 2260 metros.